# Simon Zelotul
Simon Zelotul (n. secolul I d.Hr., Cana⁠(d), Iudeea⁠(d) – d. 107 d.Hr., Pella⁠(d), Guvernoratul Irbid, Iordania) a fost unul din cei 12 apostoli ai lui Isus din Nazaret, inițial aparținător al grupării radicale a zeloților (de unde îi provine supranumele).

## Biografie
Este amintit numai în evangheliile sinoptice (Marcu, Matei, Luca).
A fost probabil membru activ al grupării revoluționare a Zeloților. 
În timpul unei misiuni prin Persia ar fi fost ucis. Modul în care a fost omorât este diferit prezentat: decapitat, răstignit, taiat de viu în două părți.